# (33631) 1999 JG77
1999 JG77 (asteroide 33631) é um asteroide da cintura principal. Possui uma excentricidade de 0.16796570 e uma inclinação de 10.32703º.
Este asteroide foi descoberto no dia 12 de maio de 1999 por LINEAR em Socorro.